# 拉里·佩奇
（1973年3月26日—），美国计算机科学家和互联网企业家，于1998年与谢尔盖·布林成立Google公司。
截至2014年8月12日佩奇持有Google 23,220,246股B類和23,220,246股C類股票，Google每股B類股票可以轉化成1股A類股票。
截至2019年，佩奇净值达508亿美元，成为世界第十位富豪。在2019年美國400富豪榜，以555億美元的資產排名第6名。2020年4月，《富比士》公佈的全球富豪榜，佩奇以淨資產509億美元，排名第13名。他在2020年9月公佈的福布斯美國400富豪榜排名第8名，資產達675億美元。
佩奇是Google搜索排名算法PageRank的发明者。2004年，佩奇获得马可尼奖。

## 早期的生活與教育
拉里·佩奇出生于1973年3月26日，出生在美國密西根州東蘭辛市的一個猶太家庭，他的母亲是犹太人但佩奇不信仰任何宗教。他的父亲卡尔·维克托·佩奇获得了密歇根大学的计算机科学博士学位，当时正在建立新的科学领域。BBC记者形容他为计算机科学的“先锋和人工智能”。他的父亲和他的母亲戈洛瑞雅（Gloria）在密西根州立大學担任计算机科学的教授，在莱曼布里格斯学院和密歇根州立大学担任计算机科学讲师。
在一次采访中，佩奇回忆起他的童年，并指出他的房子“通常是一团糟，电脑，科学技术杂志和大众科学杂志到处都是”，这使他沉浸在自己的环境中。佩奇在他年轻时就是一位狂热的读者，他在2013年Google创始人的一封信中写道：“我记得花了很多时间仔细阅读书籍和杂志。”根据作家尼古拉斯卡尔森的说法，佩奇的家庭氛围和他细心的父母的共同影响“培养了创造力和动手能力”。佩奇还演奏萨克斯風，并在成长过程中学习音乐创作。他参加了密歇根州著名的音乐夏令营——Interlochen。佩奇提到他的音乐教育激发了他对计算速度的兴趣和迷恋。“从某种意义上说，我觉得音乐训练为我带来了Google的高速发展”。在一次采访中，佩奇说：“在音乐方面，你非常注重时间，时间就像是非常重要的事情”，而且“如果你从音乐的角度思考它，假如你是一个打击乐手，你会击打一些东西，它必须以千分之毫秒完成”。
佩奇為美國密歇根大學安娜堡分校的畢業生，擁有理工科學士學位；因其出色的領導才能獲得過多項榮譽，以獎勵他對工學院的貢獻。他曾擔任密歇根大學Eta Kappa Nu榮譽學會的會長。其指導教授是特里·威诺格拉德博士。

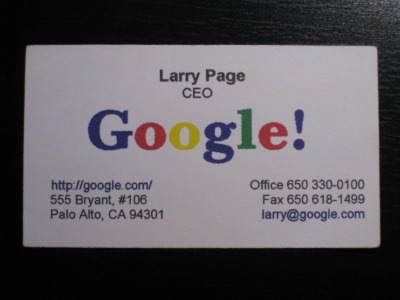
拉里·佩奇於1998年使用的名片

## 商业
在斯坦福大学中，佩奇遇到了谢尔盖·布林。他们在1998年开始合作运行 Google。Google以他的专利PageRank为基础给网页排名。就讀密西根大學時期，他们建造了由樂高组成的喷墨打印机。
当两位创始人于2001年聘用埃里克·施密特为Google董事长、首席执行官后，佩奇辞去了其总裁职务。现在三人一直推动着Google的发展。
按照福布斯统计，拉里·佩奇大概有203亿美元的财产，使他成为美国第13富有的人以及世界上第20富有的人。他与谢尔盖·布林购买一架波音767为他们私人使用。
2011年4月4日，拉里·佩奇接替埃里克·施密特担任Google的首席执行官（CEO）。2015年Alphabet成立，後拉里·佩奇出任Alphabet首席执行官。2019年12月，拉里·佩奇卸任Alphabet首席执行官。